# Acer subtrilobum
Acer subtrilobum é uma espécie de árvore do gênero Acer, pertencente à família Aceraceae.